# Thenelles
Thenelles é uma comuna francesa na região administrativa de Altos da França, no departamento de Aisne. Estende-se por uma área de 6,99 km². Em 2010 a comuna tinha 547 habitantes (densidade: 78,3 hab./km²).